# Емец, Иван Илларионович
Иван Илларионович Емец (1903, город Екатеринослав, теперь город Днепр Днепропетровской области — ?)  — советский партийный деятель, 2-й секретарь Станиславского обкома КП(б)У, 1-й секретарь Черкасского горкома КПУ.

## Биография
В 1919—1920 г.  — в Красной армии. Был участником боев против генерала Деникина в Украине и против барона Врангеля в Крыму.
Член ВКП(б) с 1926 года.
Находился на партийной работе.
До ноября 1939 года — 1-й секретарь Осипенковского городского комитета КП(б)У Запорожской области.
27 ноября 1939 — 26 августа 1940 г.  — 3-й секретарь Станиславского областного комитета КП(б)У.
26 августа 1940 — июль 1941 г.  — 2-й секретарь Станиславского областного комитета КП(б)У.
С июля 1941 года — в Красной армии. Участник Великой Отечественной войны. Служил на политической работе в 40-й армии, 41-й гвардейской стрелковой дивизии, был заместителем начальника политического отдела 6-й гвардейской стрелковой дивизии 6-й армии. С 1944 года — инспектор Главного управления кадров Войска Польского, инспектор Представительства Совета Народных Комиссаров СССР в Польше.
На 1947 год — 1-й секретарь Первомайского городского комитета КП(б)У Одесской (ныне — Николаевской) области.
В 1951—1954 г.  — 1-й секретарь Херсонского городского комитета КП(б)У.
В 1954 — январе 1963 г.  — 1-й секретарь Черкасского городского комитета КПУ.
8 января 1963 — декабрь 1964 г.  — секретарь Харьковского промышленного областного комитета КПУ — председатель Комитета партийно-государственного контроля Черкасского промышленного областного комитета КПУ. Одновременно, в январе 1963 — декабре 1964 г.  — заместитель председателя исполнительного комитета Черкасского промышленного областного совета депутатов трудящихся.

## Звание
- майор
- подполковник

## Награды
- орден Красной Звезды (10.07.1943)
- орден Отечественной войны II ст. (1945)
- ордена
- медали